# Freie Wähler
Freie Wähler (срп. Слободни гласачи или слободни бирачи; FW или FWG) је израз којим се у Немачкој означава облик политичког деловања или прецизније, учествовањем у изборима у коме се одређена листа кандидује  без претходне регистрације као политичка странка. При томе се као алтернативни облик користи „регистровано удружење“. односно удружење грађана. FW се најчешће среће на локалним изборима, односно изборима за градска већа и градоначелнике, те је највише успеха имала у руралним срединама Јужне Немачке, где бирачи преферирају локалне одлуке доносити без мешања етаблираних политичких странака.
Последњих година се концепт FW подигао на виши ниво, односно бирачима служи за антиестаблишментско и антиполитичко протестно гласање. Године 2008. је на изборима за покрајинску скупштину Баварске 10,2% гласова успела освојити FW листа на челу са бившом чланицом CSU Габријелом Паули.
На последњим изборима за Европски парламент FW листа у Немачкој је освојила 1,46% гласова чиме је добила заступницу у ЕП Улрике Милер, која се прикључила либералној групи Савез либерала и демократа за Европу (ALDE).